# Vicobellignano
Vicobellignano (Imblignàñ in dialetto vicobellignanese e Vicubelgnàn in dialetto casalasco-viadanese) è una frazione del comune cremonese di Casalmaggiore, posta a nord del centro abitato.

## Storia

### Età antica
I primi insediamenti in questi luoghi risalgono già all'età del bronzo, ma si presuppone, grazie ai ritrovamenti di armi nelle zone circostanti che le origini di Vicobellignano vengano dall'epoca romana con il nome, probabilmente,  di "Vicus Belligeranti" (Villaggio belligerante) per indicare l'ostilità delle popolazione celtiche locali.

### Medioevo ed età moderna
La prima menzione di Vicobellignano e della sua parrocchia si trova nel Liber Synodalium del 1385, col nome di "Santa Maria di Vigo Bilignano". 
Già nel Quattrocento il comune di Casalmaggiore ottenne dai Visconti speciali autonomie e privilegi, onde mantenersi fedele questa località strategica sul Po oggetto delle mire veneziane. Tra questi vantaggi, ci fu quello di mantenere un certo potere sui paesi vicini, fra cui Vicobellignano e la sua parrocchia. Con l’imperatrice Maria Teresa, questa autorità assunse la forma di una separata amministrazione di tipo provinciale. 

#### Era Napoleonica
Con la conquista Napoleonica della Lombardia secondo la legge emanata in data 1 maggio 1798 Vicobellignano era uno dei comuni del distretto 5 di Casalmaggiore del Dipartimento dell'Alto Po (legge 12 fiorile anno VI b). Nel successivo riparto pubblicato con la legge datata 26 settembre 1798 Vicobellignano risulta essere una frazione del comune di Casalmaggiore (legge 5 vendemmiale anno VII).
Fu poi ancora con Napoleone che con il decreto datato 8 giugno 1805 che Vicobellignano, che fino a quel momento era stato aggregato al comune di Casalmaggiore, divenne comune autonomo e in osservanza alla legge del 24 luglio 1802 e in virtù dei 1050 abitanti fu classificato come comune di III classe (legge 24 luglio 1802; decreto 8 giugno 1805 a).
Non citato nel compartimento entrato in vigore dal 1 gennaio 1810, pubblicato in seguito alle concentrazioni dei comuni avvenute in attuazione del decreto 14 luglio 1807, il comune di Vicobellignano fu con ogni probabilità concentrato nel comune denominativo di Casalmaggiore (decreto 14 luglio 1807; decreto 4 novembre 1809), difatti i comuni vennero soppressi e tutto il territorio venne unificato nella Città di Casalmaggiore.
Una speciale dispensa continuò comunque a configurare separatamente l’ex comune ai fini censuari, con confini ufficialmente definiti.